# Rezorcină
Rezorcina (denumită și rezorcinol) este un compus organic care conține grupa funcțională hidroxil (-OH) legată de un atom de carbon care face parte dintr-un ciclu aromatic legat în poziția meta. Rezorcinolul are doi izomeri de poziție pe nucleul aromatic: pirocatecholul și  hidrochinona. 
De a nu confunda cu rezerpina.

## Tautomerie
Pirocatecholul este în echilibru chimic cu forma sa tautomeră cetonică. Compoziția de echilibru a celor două forme tautomere depinde și de solventul în care e dizolvat.
Vezi despre catecolamine și vitamina K.